# Абидос (Египат)
Абидос (еги. Абђу, старогрч. Αβυδος, арап. أبيدوس) староегипатски свети град, на левој обали Нила, где се данас налази село Ел-араб-ел-Мадума. Ту је једно од најважнијих археолошких налазишта старог Египта. Био је краљевска гробница првих двеју династија, а касније центар ходочашћа за обожавање Озириса, бога сунца и плодности, који је према легенди ту је убијен и сахрањен. Поред гробница фараона из IV миленијума пре нове ере, ту су сачувани и храмови из доба Рамзеса II и Сетија I, док су други укључујући Рамзеса III и Тутмоса III улепшали храм посвећен Озирису. Храм Сетија I, један од најлепших, помогао је дешифровање египатске историје. На другој галерији налази се рељеф, такозвани Абидоски списак краљева, на којем се виде Сети и његов син Рамзес како приносе жртве ковчезима 76-орице претходника. Овај списак познат је као Плоча из Абидоса. Открили су је Масперо и Ф.Петри. 